# عامل زیست‌محیطی

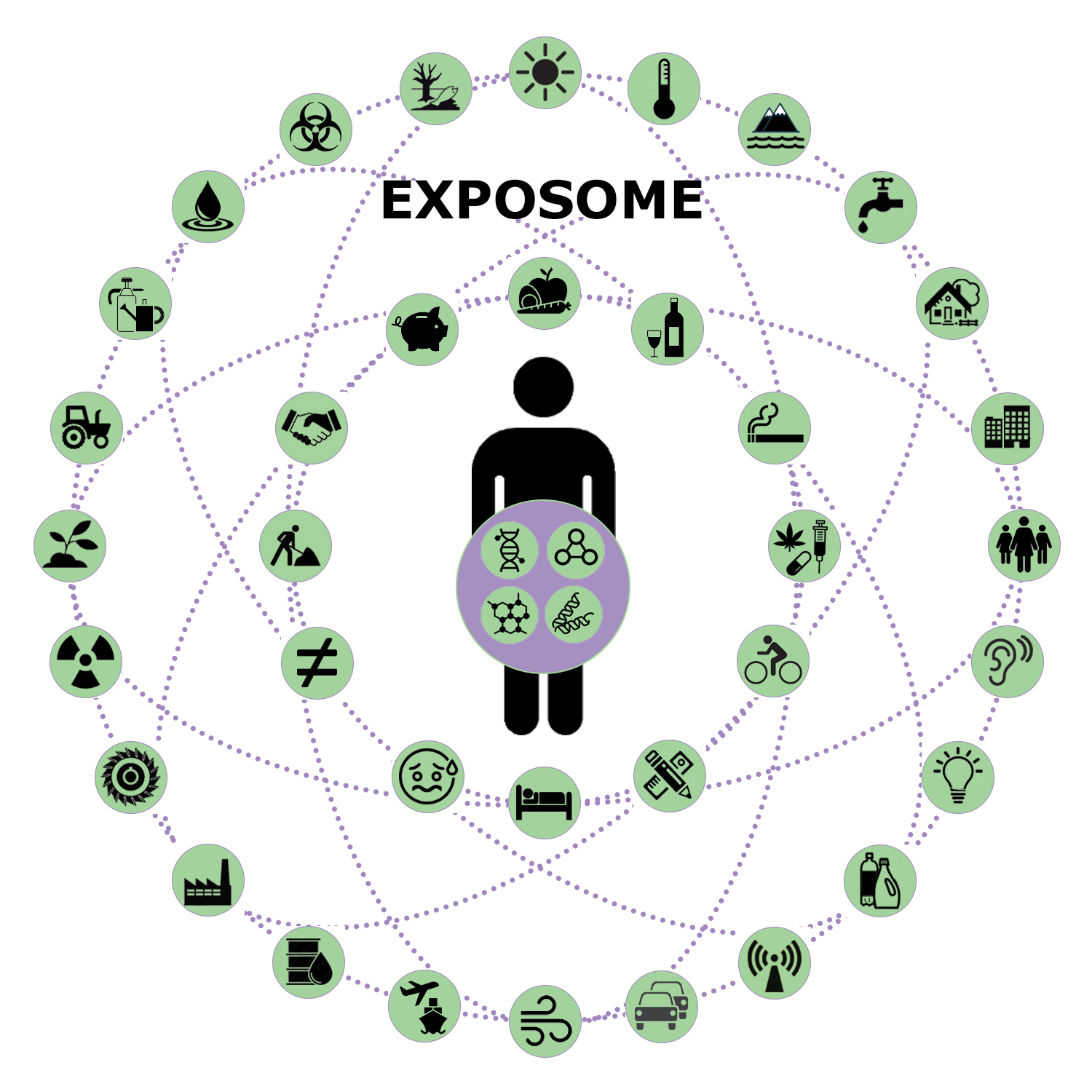
افشاگر (Exposome) عوامل زیست‌محیطی

عامل زیست‌محیطی، عامل بوم‌شناختی یا بوم‌عامل به هر عاملی اعم از غیرزنده یا زیستی گفته می‌شود که بر موجودات زنده تأثیر می‌گذارد. عوامل غیرزیستی شامل دمای محیط، مقدار نور خورشید و پی‌اچ خاک آبی است که یک موجود زنده در آن زندگی می‌کند. عوامل زیستی شامل در دسترس بودن جانداران غذایی و وجود ویژگی‌های زیستی، رقیبان، شکارچیان و انگل‌ها است.

## نمای کلی

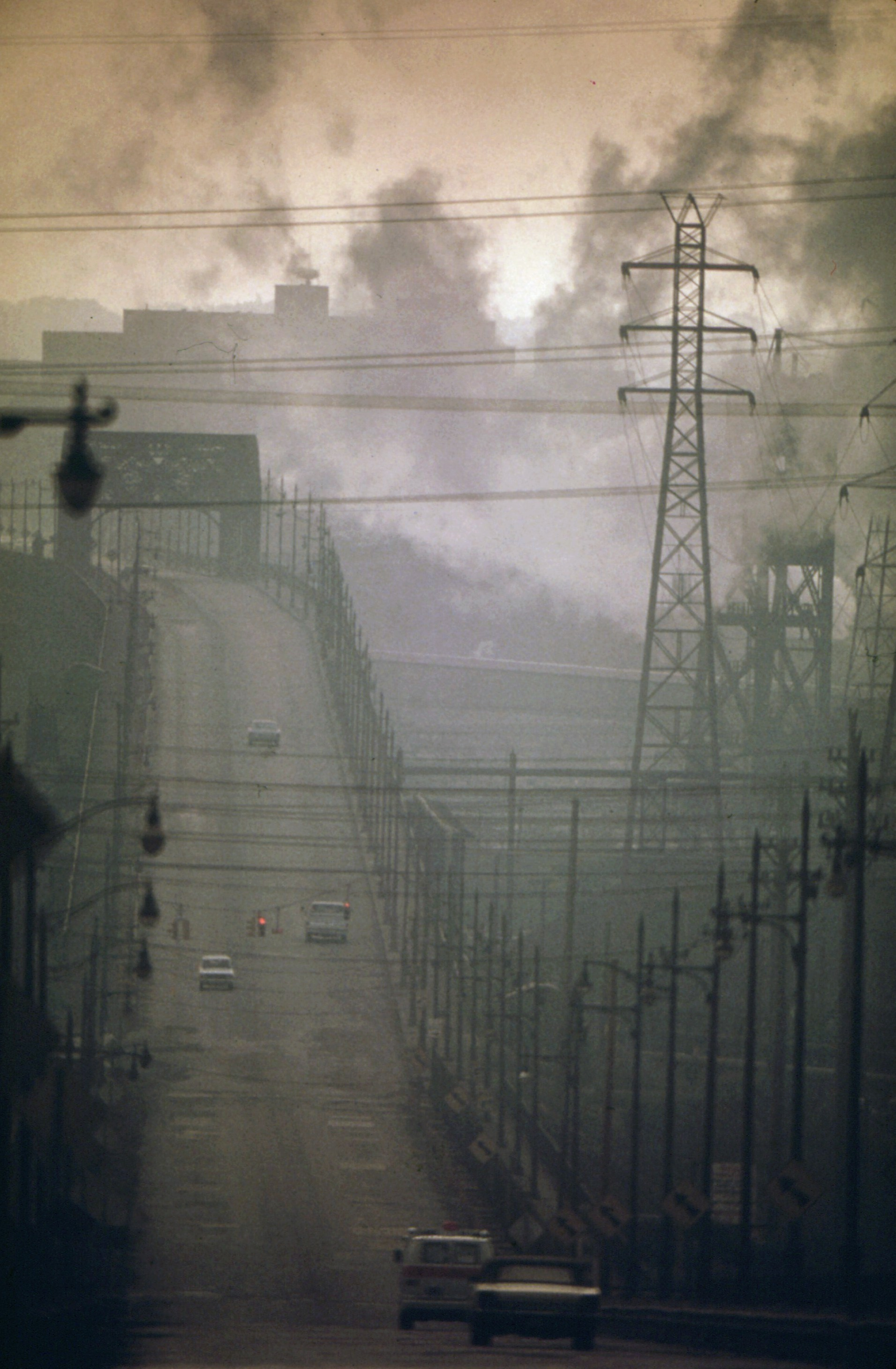
تاثیر آلودگی هوا بر محیط زیست

ژنوتیپ یک جاندار (به عنوان مثال، در زیگوت) از طریق رشد در طول رشدشناسی جاندار به فنوتیپ بالغ تبدیل شده و تحت تأثیر بسیاری از اثرات محیطی قرار می‌گیرد. در این زمینه، یک فنوتیپ (یا صفت فنوتیپی) را می‌توان به عنوان هر ویژگی قابل تعریف و اندازه‌گیری یک موجود زنده، مانند توده بدن یا رنگ پوست آن، در نظر گرفت.
جدای از ناهنجاری ژنتیکی تک‌ژنی واقعی، عوامل محیطی ممکن است باعث ایجاد بیماری در افرادی شود که از نظر ژنتیکی مستعد دچار شدن به یک بیماری خاص هستند. استرس، آزار جسمی و ذهنی، رژیم غذایی، قرار گرفتن در معرض سموم، عوامل بیماری‌زا، تابش‌ها و مواد شیمیایی که تقریباً در همه آنها وجود دارد. محصولات مراقبت شخصی و پاک‌کننده‌های خانگی عوامل محیطی رایجی هستند که بخش بزرگی از بیماری‌های غیر ارثی را تعیین می‌کنند.
اگر نتیجه‌گیری شود که یک فرایند بیماری نتیجه ترکیبی از تأثیر عوامل ژنتیکی و عوامل محیطی است، منشأ علت شناختی آن را می‌توان دارای الگوی چندعاملی نامید.
سرطان اغلب با عوامل محیطی مرتبط است. به گفته پژوهشگران، حفظ وزن مناسب، رژیم غذایی سالم، به حداقل رساندن الکل و حذف سیگار خطر دچار شدن به این بیماری را کاهش می‌دهد.
محرک‌های محیطی برای آسم و اوتیسم نیز مورد مطالعه قرار گرفته‌است.

## افشاگر
1. یک محیط بیرونی کلی شامل محیط شهری، آموزش، عوامل اقلیمی، سرمایه اجتماعی، استرس،
2. یک محیط بیرونی خاص با آلایندههای ویژه، تابش‌ها، عفونتها، عوامل سبک زندگی (مانند تنباکو، الکل)، رژیم غذایی، فعالیت بدنی و غیره.
3. یک محیط درونی شامل عوامل زیستی درونی مانند عوامل متابولیک، هورمون‌ها، میکروفلور روده، التهاب، استرس اکسیدکننده.

## همچنین ببیند
- آسیب (پزشکی)
- فیزیولوژی محیطی
- بهداشت محیط
- همه‌گیرشناسی
- علم مواجهه
- سم‌شناسی شغلی
- بهداشت عمومی
- ژنتیک کمی
- سم‌شناسی